# Крюково (Новоржевский район)
Крюково — деревня в Выборской волости Новоржевского района Псковской области.
Расположена в 14 км к юго-западу от волостного центра, деревни Выбор.
Численность населения деревни по состоянию на 2000 год составляла 46 человек.
До 2005 года входила в состав ныне упразднённой Вишлёвской волости.